# Lonchopria cingulata
Lonchopria cingulata är en biart som beskrevs av Jesus Santiago Moure 1956. Lonchopria cingulata ingår i släktet Lonchopria och familjen korttungebin. Inga underarter finns listade i Catalogue of Life.